# Stanisław Grochowicz
Stanisław Grochowicz (ur. 9 września 1858 w Obornikach, zm. 26 sierpnia 1938 w Nałęczowie) – polski architekt, inżynier budownictwa.

## Życiorys
Syn Andrzeja i Marii z Brylskich. Ukończył gimnazjum we Wrocławiu, studiował na Politechnice w Brunszwiku. Otrzymał dyplom w Instytucie Inżynierów Cywilnych w Petersburgu. Odbywał praktykę we Wrocławiu, w Kolonii, Łodzi i Warszawie u Władysława Marconiego. W 1911 ożenił się z Henryką Czyżewską.

## Twórczość
Autor szeregu realizacji na terenie Warszawy, był także pomocnikiem Władysława Marconiego przy budowie domu towarzystwa "Rosja" i hotelu Bristol w Warszawie.
Był twórcą m.in.:
- pałacyk Mikołaja Szelechowa przy Al. Ujazdowskich w Warszawie (1904 r.)
- kamienica Felicjana Jankowskiego w Warszawie (1904 r.) wyburzona w 1946 r.
- przebudowa kościoła przy ul. Moniuszki w Warszawie (1904 r.)
- przebudowa cyrku przy ul. Ordynackiej w Warszawie (1911 r.)
- dom H. Kolberga przy Al. Ujazdowskich w Warszawie nr 9
- pałac Wierusz-Kowalskich w Brwinowie
- przebudowa pałacu Zamoyskich w Różance
- bank Wilhelma Landau przy ul. Senatorskiej nr 42 - wspólnie z arch. Gustawem Landau-Gutentegerem
- Wille w Warszawie (wspólnie z Bronisławem Colonna-Czosnowskim) m.in.
  1. ul. Sułkowskiego 28
  2. ul. Sułkowskiego 32[3]